# Милковул (Вранча)
Милковул (рум. Milcovul) насеље је у Румунији у округу Вранча у општини Милковул. Oпштина се налази на надморској висини од 35 m.

## Становништво
Према подацима из 2002. године у насељу је живело 8593 становника, од којих су сви румунске националности.

### Хронологија
| Година       | 1992 | 1993 | 1994 | 1995 | 1996 | 1997 | 1998 | 1999 | 2000 | 2001 | 2002 | 2003 | 2004 | 2005 | 2006 | 2007 | 2008 | 2009 | 2010 | 2011 | 2012 | 2013 | 2014 | 2015 | 2016 | 2017 |
| ------------ | ---- | ---- | ---- | ---- | ---- | ---- | ---- | ---- | ---- | ---- | ---- | ---- | ---- | ---- | ---- | ---- | ---- | ---- | ---- | ---- | ---- | ---- | ---- | ---- | ---- | ---- |
| Становништво | 9490 | 9484 | 9508 | 9475 | 9441 | 9388 | 9356 | 9409 | 9439 | 9471 | 9421 | 9385 | 3826 | 3813 | 3758 | 3736 | 3727 | 3718 | 3689 | 3643 | 3637 | 3616 | 3603 | 3609 | 3617 | 3612 |